# 胡效忠
胡效忠（？—？），字尽臣，南直隸淮安府沭陽縣人，明朝政治人物。

## 生平
胡琏之子，随父侨居山阳（今淮安区）。明正德十四年（1519）举人，官任顺天府治中。子胡应嘉官至吏科都给事中。 